# Jüdischer Friedhof (Stará Ľubovňa)
Der Jüdische Friedhof in Stará Ľubovňa in der Slowakei liegt am östlichen Ende der Stadt an einem Hang. Er ist von einer Mauer umgeben. Der Zugang ist durch ein kleines Gebäude (Ciduk ha Din), in dem die Trauernden für die Toten beten konnten.
Am anderen Ende des Hanges steht ein kleines Mausoleum für den 1924 gestorbenen Rabbi Simon Juda Friedmann. Der Friedhof ist durch einen Pfad in einen östlichen Teil (für die Männer) und einen westlichen Teil (für die Frauen) unterteilt.
Es sind noch circa 115 Grabsteine vorhanden; der älteste ist von 1882 und der jüngste von 1944. Der Friedhof wird von der Stadt  Stará Ľubovňa gepflegt.
Eine andere Quelle spricht von 85 vorhandenen Grabsteinen und gibt für das Mausoleum den Namen „Shmuel Yehuda“ an.